# Megametru
Megametru (abreviat Mm) este o unitate de măsură a distanței. Un megametru este egal cu 1 000 000 metri și este un multiplu al metrului. Este acceptat și recomandat de SI.
- 1 Mm = 1000 km (o mie de kilometri)
- 1 Mm ≈ 621,371 mile